# 2009年ロシア内務省Il-76衝突事故
2009年ロシア内務省Il-76衝突事故は、 2009年1月15日18時頃にロシア内務省のイリューシンIl-76同士が、ロシア・ダゲスタン共和国マハチカラのマハチカラ・ウイタシュ国際空港で衝突した事故。

## 事故
RA-76827は乗員乗客31人を乗せ、ウイタシュ空港に着陸しようとしていた。一方、RA-76825は乗客全員を乗ろし、再び離陸するため誘導路をタクシーしていた。タクシー中RA-76825は誘導路の終端を越えたが、航空管制（ATC）に位置を報告しなかった。ATCはRA-76827に着陸許可を与えた。しかし、突然の突風で、RA-76827は右に逸脱した。タクシーしていたRA-76825を切り裂いて、両機とも出火した。ウイタシュ空港は翌朝まで閉鎖された。
事故によりRA-76825の乗員4人が死亡した。残りの3人も重傷を負った。一方、RA-76827の乗員乗客から死者が出ることはなかった。